# Dněperská vodní elektrárna
Dněperská vodní elektrárna, DniproHES (zkratka z: ukrajinsky Дніпровська гідроелектростанція), DněproGES (rusky ДнепроГЭС zkratka z Днепровская гидроэлектростанция) je největší a nejznámější vodní elektrárna na Ukrajině. Nachází se ve městě Záporoží při hrázi Dněperské přehradní nádrže, severně od ostrova Chortycja. Je součástí kaskády vodních elektráren na řece Dněpru. 
Byla vybudována v rámci prvního sovětského hospodářského plánu Státní komise pro elektrifikaci Ruska za pomoci západních expertů a stala se symbolem industrializace v sovětské propagandě. V době uvedení do provozu byla nejvýkonnější vodní elektrárnou v Evropě a třetí na světě. Na začátku druhé světové války se její zničení za cenu desetitisíců lidských životů stalo symbolem bezohlednosti sovětské taktiky spálené země. Po válce byla elektrárna obnovena a její rozšíření dokončeno v roce 1980. 

## Hydrogeografická charakteristika
Řeka Dněpr v evropském měřítku zaujímá třetí místo v ploše povodí i v délce toku. Je osmou nejvodnatější řekou Evropy. Od starověkých dob hraje výraznou roli v dopravě jako spojnice černomořské a baltské oblasti. Ze všech přírodních překážek lodní dopravě patřily mezi nejznámější prahy na středním toku, podle kterých bylo pojmenováno historické sídlo Záporoží. Mělčiny a peřeje se objevují asi na 100 km dlouhém úseku toku při průměrném průtoku přes 1 000 m³/s. Takováto místa byla vhodná k budování vodních děl s koly se spodním náhonem a dostatečným vodním tokem po celý rok. Díky těmto vlastnostem byla ve zprávě Ruské technické společnosti z roku 1913 řeka Dněpr označena za jednu z nejpříhodnějších v celém Ruském impériu pro technické využití, a to s odhadovaným využitelným výkonem 1 300 000 koňských sil.

## Popis
Těleso hráze o výšce 60 m se skládá z pravobřežní části o délce 216 m, střední části s 26 přelivovými poli o délce 760 m a levobřežní části o délce 251 m. Celková délka přehradního systému je tak 1 227 m. Propustnost přelivného systému je 26 900 m³/s.
V pravobřežní elektrárně pracuje 9 Francisových turbín o výkonu 665 MW a jeden pomocný hydroagregát o výkonu 2,6 MW, v levobřežní části pracuje 8 Kaplanových turbín různých výrobců s výkony v rozmezí 107 – 115 MW. Průměrný pracovní spád činí 38,2 m.
Celkový instalovaný výkon vodního díla k roku 2018 je 1 569 MW.
Splavnost zajišťuje dvoucestný systém na levém břehu. V roce 2019 je původní tříkomorová cesta v rekonstrukci a přepravu zajišťuje jednokomorový systém s průměrnou dobou pobytu plnění 20 minut. Vodní energie při vyprazdňování komor není energeticky využívána.
Dlouhodobá průměrná roční výroba je 4,008 miliardy kWh, v roce 2016 2,279 miliardy kWh.
Energie je rozváděna od pravého břehu VVN linkami 154 kV a 330 kV, od levého břehu linkou 154 kV.
Celková hltnost obou elektráren je 5 010 m³/s, vodní režim s denní a týdenní regulací.
Budova turbínové haly z roku 1932 je lemovaná růžovým arménským tufem a je architektonickou památkou.

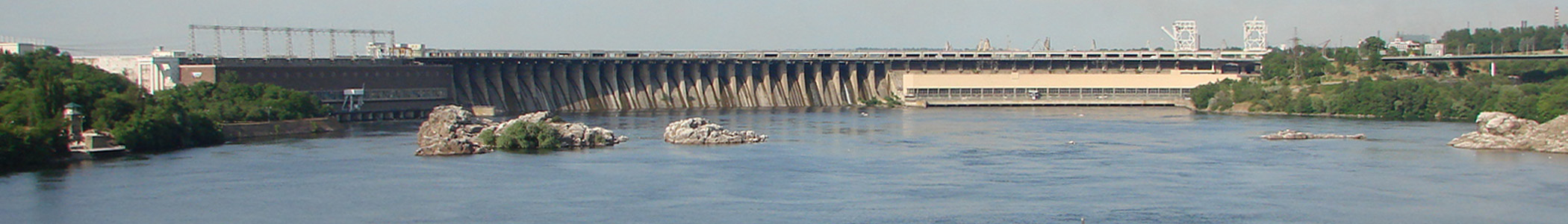
Panoráma vodního díla

983x983bod

## Historie projektu, výstavby a provozu
Koncem 19. století vznikly projekty, kde energetické využití bylo jen doprovodným efektem řešení splavnosti. Jediný projekt s prioritou výroby elektrické energie předložil v roce 1905 Genrich Osipovič Graftio.  

### Projekt GOELRO
Do rozpisu Hospodářského plánu obnovy a rozvoje Sovětského svazu (GOELRO) se využití Dněpru dostalo již ve zcela velkolepé podobě. Technická ambicióznost projektu však byla doprovázena nereálnými termíny.
1921–1922 Výzkum a přípravné práce  
1923–1926 Stavba přehradního tělesa
1925–1928 Výstavba elektrárny včetně instalace zařízení  
1927–1929 Vybudování vysokonapěťové trasy Jekatěrinoslav – Nikopol - Kryvyj Rih a elektrifikace železniční trati Alexandrovsk (Záporoží) – Prosjana
1920–1930 Rozvoj přímé přenosové sítě do k průmyslovým zdrojům v oblasti Alexandrovsku 
Zahájení prací na navýšení výkonu elektrárny na 330 MW bylo naplánováno již na roční období 1929–1930.
Sovětský svaz se však na začátku 20. let ocitl v politické a zákonitě i technologické izolaci. Předmětem diskuse stále zůstaly rozpory mezi návrhy Genricha Osipoviče Graftia na kaskádu tří menších děl oproti jediné podle projektu Ivana Gavriloviče Alexandrova. V obou projektech však byl zajištěn požadavek splavnění celého stokilometrového úseku peřejí.
Do původní bezvýhradné podpory projektu všemi špičkami politického vedení časem pronikly návrhy ze strany RSFSR na snížení federálního příspěvku ve prospěch budování kanálu mezi Volhou a Donem.
Proti těmto snahám ostře vystoupil předseda Rady lidových komisařů Ukrajinské sovětské republiky Vlas Jakovlevič Čubar a pohrozil vystoupením Ukrajiny ze svazu sovětských republik. Toto vystoupení sice zůstalo bez represní odezvy ze strany Moskvy, ze Stalinovy paměti se ale nevytratilo. 26. února 1939 byl Čubar zatčen, téhož dne zastřelen a pohřben ve společném hrobě. (V roce 1955 byl rehabilitován, v roce 2010 uznán za organizátora ukrajinského hladomoru.) 

### Mezinárodní účast
Nejvýkonnější vodní elektrárna Ruského impéria (Hindúkušská elektrárna) disponovala výkonem 1,3 MW. Od roku 1913 poskytovala americká elektrárna Keokuk na Mississippi 142 MW a od roku 1922 kanadská elektrárna Sir Adam Beck I na Niagáře 480 MW. V roce 1924 byly uvedeny do provozu první agregáty Wilsonovy elektrárny na řece Tennessee s plánovaným celkovým výkonem 663 MW. Právě do Spojených států se v roce 1922 vypravila delegace sovětských odborníků a započala se jednání o odborné spolupráci s vůdčím stavitelem americké hydroenergetiky Hughem L. Cooperem. Pod Cooperovým vedením byly postaveny elektrárny Toronto na Niagáře, elektrárna Keokuk na Mississippi a dokončována Wilsonova elektrárna.
Spolu s americkými odborníky byly osloveni i specialisté z firmy Siemens v Německu. Teoretické i materiálové schopnosti Němců byly ceněny více, u Američanů byly oceňovány zkušenosti s velkými vodními díly. Definitivní rozhodnutí ve výběru hlavního konzultanta učinil sám Stalin, když spolupráci s USA vyhodnotil jako účinnější součást vývozu revoluce. Hugh Lincoln Cooper přesvědčil Stalina o realizovatelnosti projektu a od roku 1926 přichází Cooper do SSSR pravidelně po dobu 6 let s průměrným pobytem asi 2 měsíce v roce.

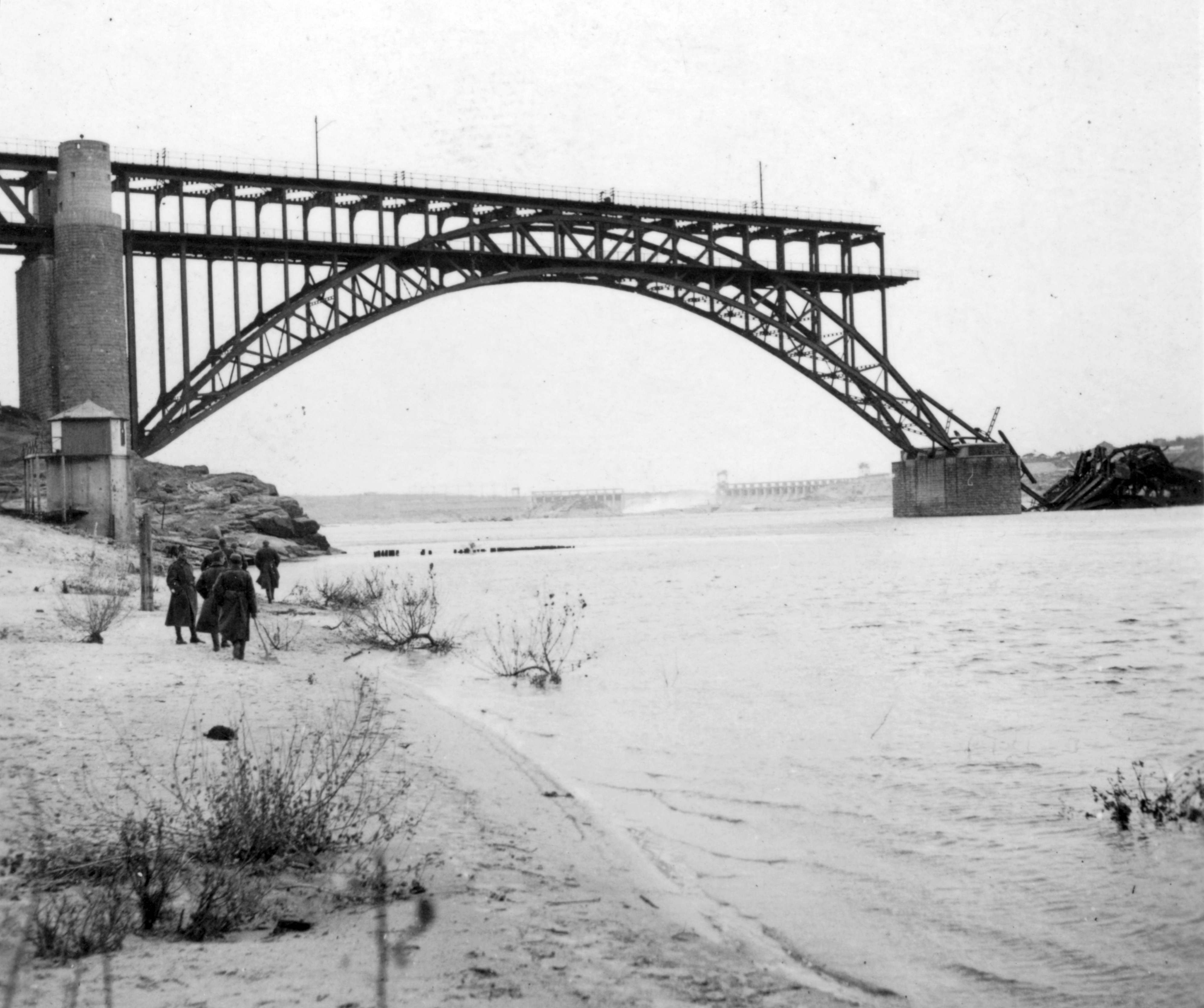
Poničená hráz elektrárny pod obloukem z vítkovické oceli

Americké firmy dodaly turbíny a generátory. Kruppovy továrny dodaly zařízení pro dřevozpracující závod, transformátory pro dočasné stanice, parní turbíny pro systémy dočasného vedení a drtiče kamene.
Mezi tři dodavatele z řad průmyslově nejvyspělejších zemí se zařadilo i Československo.

#### Československá účast
V prostoru zatopené oblasti se ocitl most přes Dněpr nad Alexandrovskem. Důležité spojení však muselo být zachováno. Dněpr byl v rámci stavby přehrazen nad tokem pod přehradou. Zpočátku bylo navrženo stavět kovové mosty s masivními žulovými pilíři velké výšky. Později bylo rozhodnuto nahradit žulové obry lehkými a lacinějšími ocelovými oblouky. Nejvhodnějším materiálem pro toto řešení je ocel s vyšším obsahem křemíku. Nedostatek ferosilicia donutil stavitele obrátit se na některou z vyspělých ocelářských zemí. Vybrány byly Vítkovické železárny. Pod českým dohledem proběhlo i nýtování dílů na místě a ukotvení na koncové pozici. Největší z oblouků o rozpětí 224 m byl ve své době největší v Evropě. V srpnu 1941 by most zničen spolu s hrází přehrady před postupujícími Němci.

### Výstavba první fáze
V prosinci 1926 byla slavnostně uvedena do provozu Volchovská elektrárna, první vodní elektrárna podle plánu GOELRO. Autor a realizátor tohoto projektu Genrich Osipovič Graftio byl převelen na stavbu Dolnosvirské elektrárny a zároveň bylo upuštěno od jeho návrhu kaskády většího počtu nižších stupňů. Vybrán byl riskantní a náročnější projekt „vysoké přehrady“ Ivana Gavriloviče Alexandrova, který však v případě úspěchu zaručoval účinnější propagandu. Řízením prací byl pověřen profesor Alexandr Vasiljevič Vinter, architektem byl určen Viktor Alexandrovič Vesnin. V dubnu 1927 byla zahájena výstavba. Vzhledem k zahraničnímu dozoru nebyla využita vězeňská práce. Najímáni byli důchodci, lidé na burzách práce i rolníci, kteří se o žních vraceli na pole. Významná byla i ženská pracovní síla. Mzdy na stavbě vysoce převyšovaly celostátní průměr, kvalifikovaní pracovníci získávali zvláštní měsíční příděly ukryté před obyvatelstvem, složené z nepřístupného zboží a zemědělských produktů.  

1. května 1932 byla spuštěna první jednotka elektrárny. Projektovaného výkonu 560 MW elektrárna dosáhla v roce 1939.

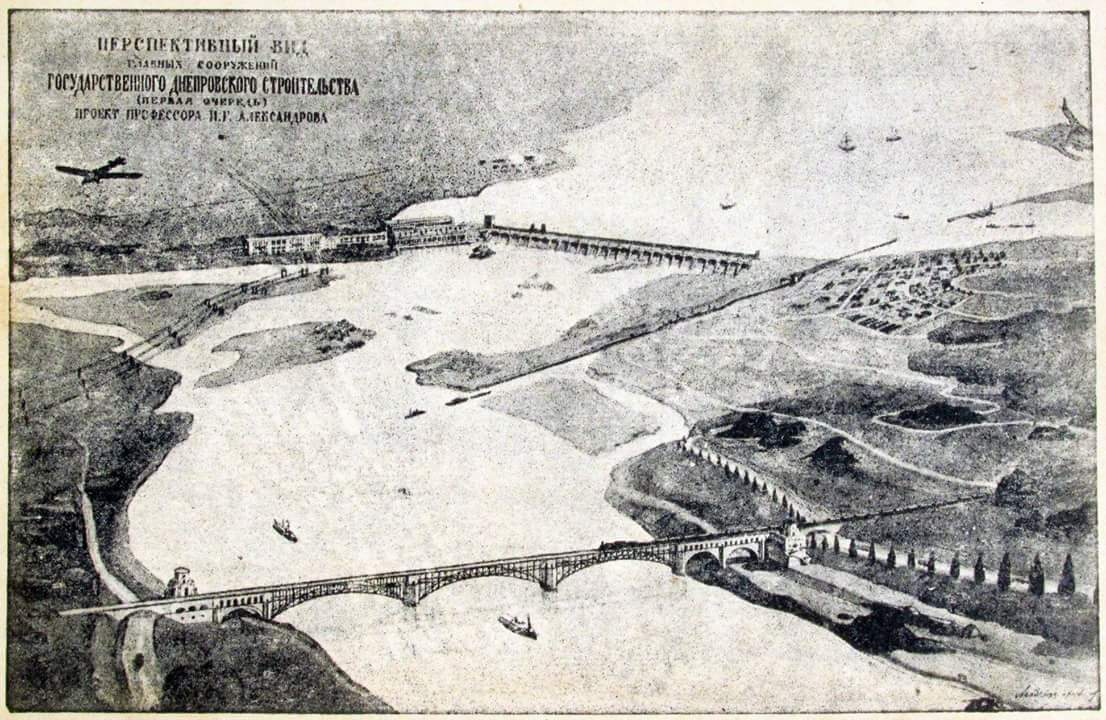
Původní plán profesora Alexandrova
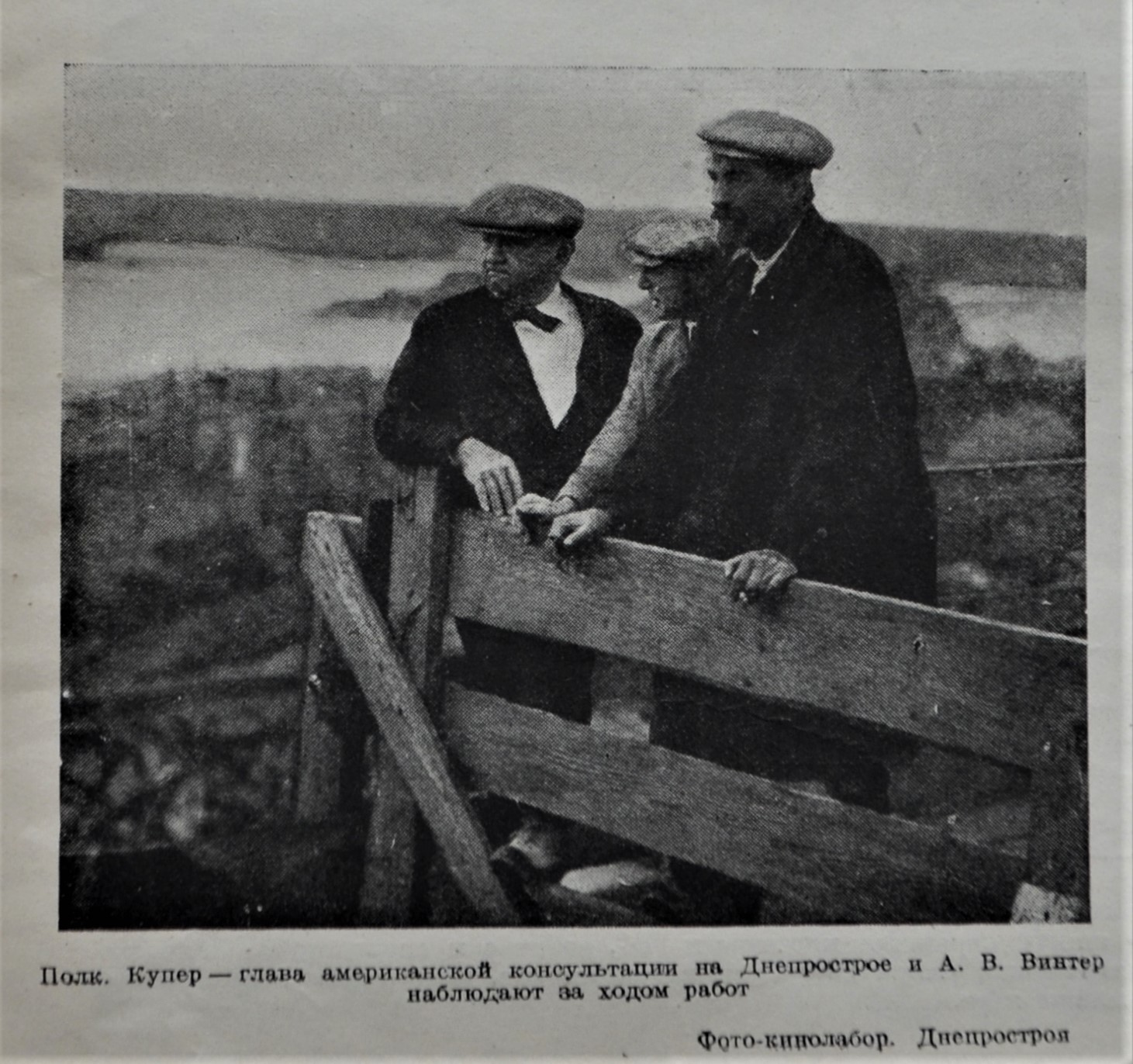
Hugh Cooper a Alexandr Vinter
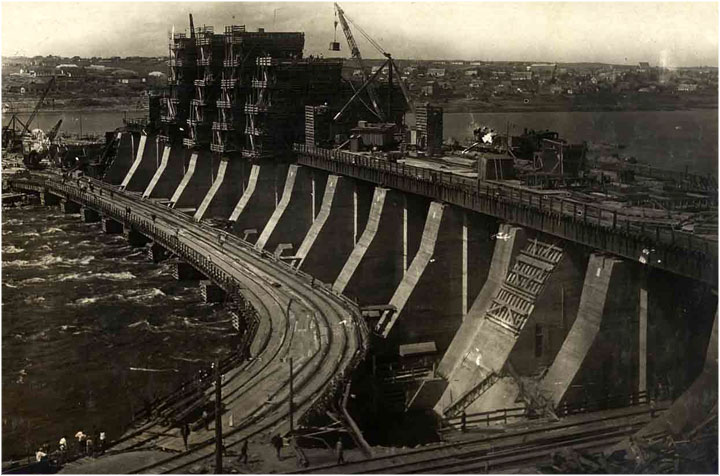
Bednění pilířů ve třicátých letech
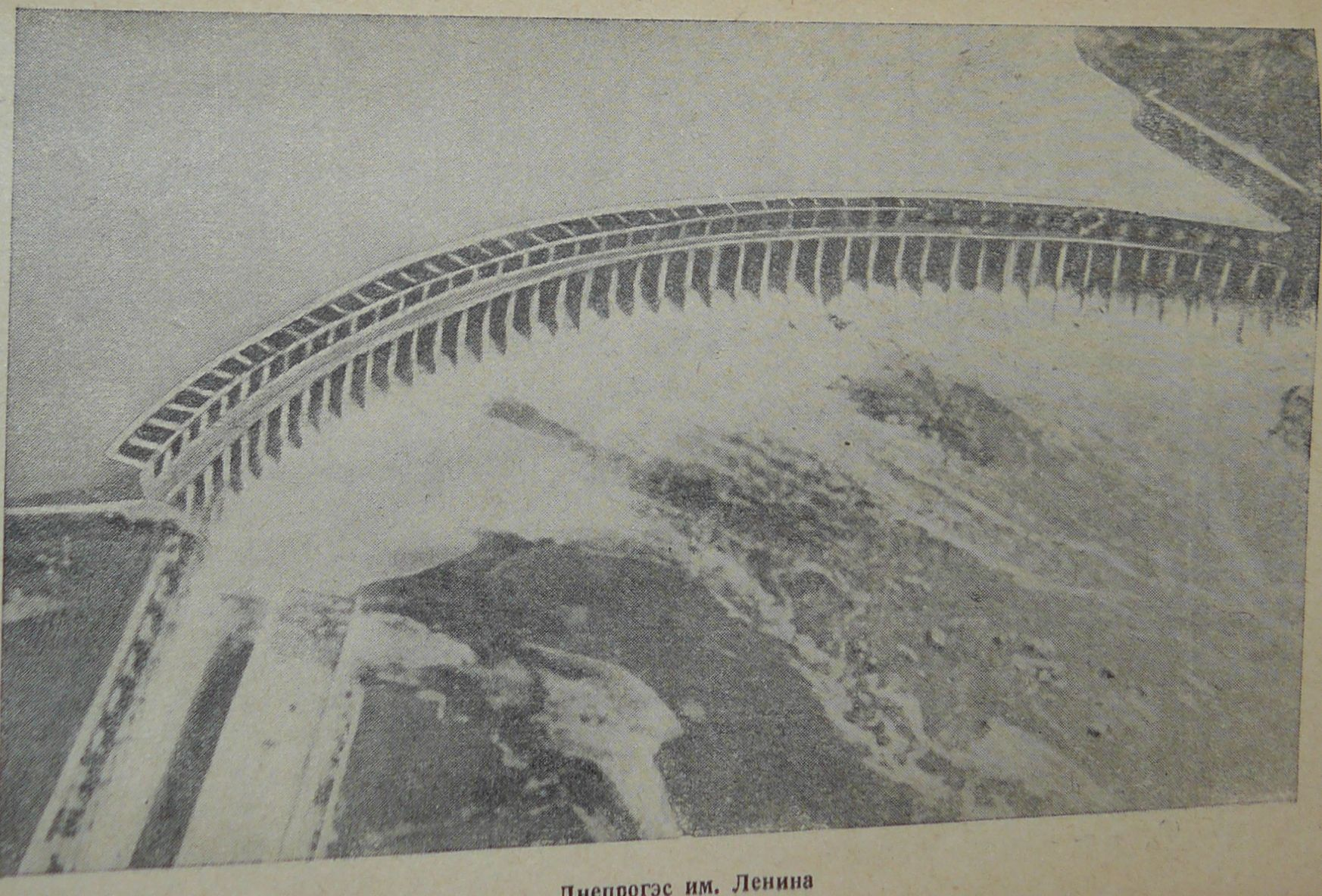
Letecký snímek 1936
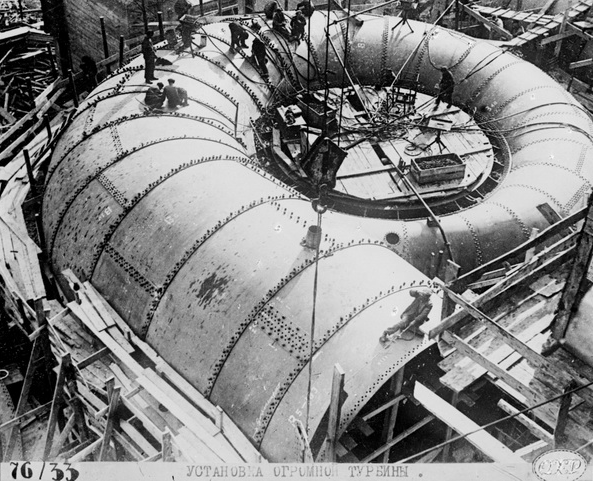
Usazení turbíny
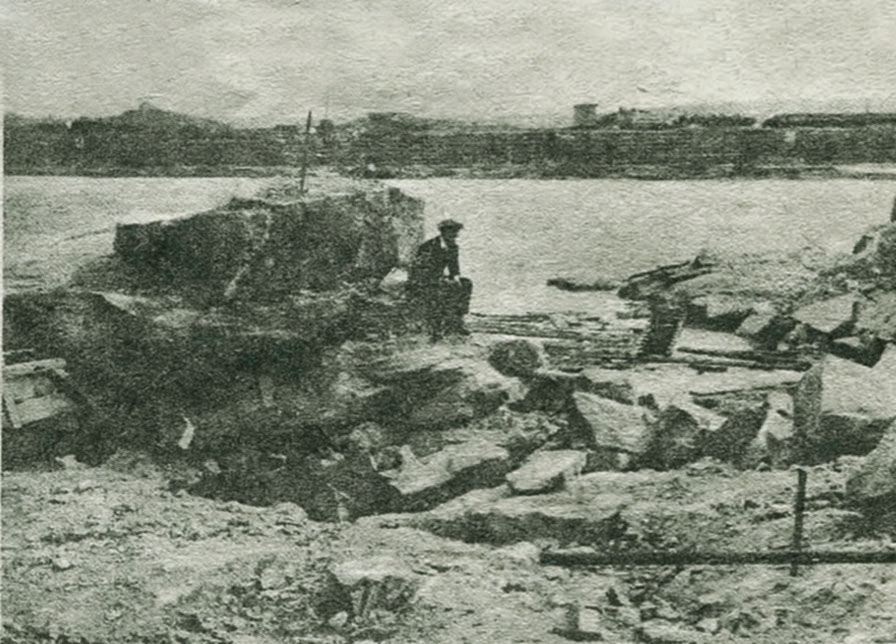
Rozloučení se skálou při napouštění jezera
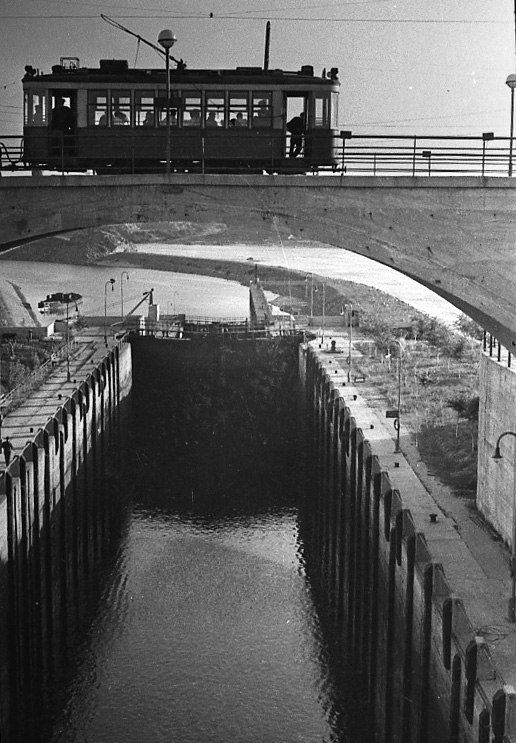
Tramvaj nad starým zdymadlem

### Destrukce při ústupu sovětských vojsk
Dva měsíce po napadení Sovětského svazu byla v srpnu 1941 před postupujícími německými vojsky elektrárna vyhozena do povětří jednotkami NKVD za cenu obrovských ztrát na vlastním obyvatelstvu. Ztráty na vojácích a civilistech se pohybují v desítkách tisíc, odhady jsou až 120 tisíc životů.
Při ústupu sovětských vojsk na začátku 2. světové války byla snaha o evakuaci strojních zařízení ze všech energetických děl do oblastí Uralu. V plné výši se to podařilo pouze u Volchovské elektrárny. Převoz zařízení z elektrárny Dněproges však nebyl u konstrukcí tak obrovských rozměrů možný. Zisk vodní elektrárny a mostů Dněpru by zajistil nerušený průchod přes řeku a dobytí města. Ochrana elektrárny do posledních chvil a její destrukce těsně před německým záborem byla svěřena 157. pluku NKVD, určenému pro ochranu zvláště důležitých průmyslových podniků. Od 2. do 4. srpna 1941 letecké síly Rudé armády dopravily do Záporoží potřebné množství výbušnin. 18. srpna 1941 německé armády po dělostřelecké přípravě a pod krytem tanků prorazily sovětskou obranu a dosáhly pravého břehu Dněpru. Podle plánu měla být elektrárna uvedena do krizového režimu běhu turbín při výrobě velkého množství energie při velikých proudech, jejímž účelem bylo vyhoření výkonových transformátorů. Po spálení transformátorů bylo plánováno uvedení generátorů turbín do režimu zkratu a s maximálním buzením zvýšit rychlost otáčení hydraulických jednotek, dokud nejsou mimo provoz. Poté bylo plánováno uzavřít přívod maziva k ložiskům turbíny, což by je nakonec vyřadilo z provozu, protože v důsledku přehřátí kluzných ložisek se roztaví všechny třecí plochy. V konečné fázi měly být odpáleny nálože za účelem zničení dvou z devíti turbín a odstřeleny pilíře silniční komunikace na hřebenu hráze v takové míře, aby znemožnily postup německých vojsk a zároveň umožnily dostatečně rychlou opravu po válečném zvratu. Transformovna vyhořela poté, co  jednotky 274. pěší divize Rudé armády přešly po přehradě na levý břeh. 
Sovětští představitelé se kvůli zpomalení postupu německých vojsk na jižním úseku fronty rozhodli splnit úkol za cenu značných obětí ve vlastních řadách. Večer 18. srpna ve 20:00 hodin byly odpáleny nálože. Místo dvou turbín byly kompletně zničeny čtyři, průrva na tělese hráze o délce kolem 165 m umožnila průtok vodní masy, srovnatelné s velkou jarní povodní na Volze. Na německé straně byly hlášeny ztráty 1 500 vojáků, na sovětské straně došlo k významným ztrátám na materiálu a obrovským ztrátám na civilním obyvatelstvu i v řadách ustupující sovětských vojsk, které se nepodařilo během nekoordinovaného ústupu dostatečně rychle stáhnout z povodňové zóny. Boje o most pod přehradou trvaly až do poloviny září.

### Destrukce při ústupu německých vojsk
Do léta 1942 se německým stavebním jednotkám podařilo hráz opravit a zprovoznit část výroby elektrické energie.

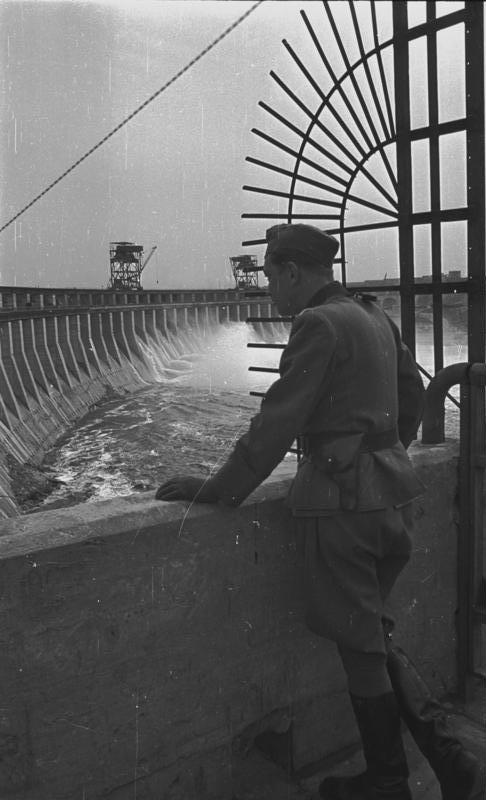
Po německé opravě v létě 1942
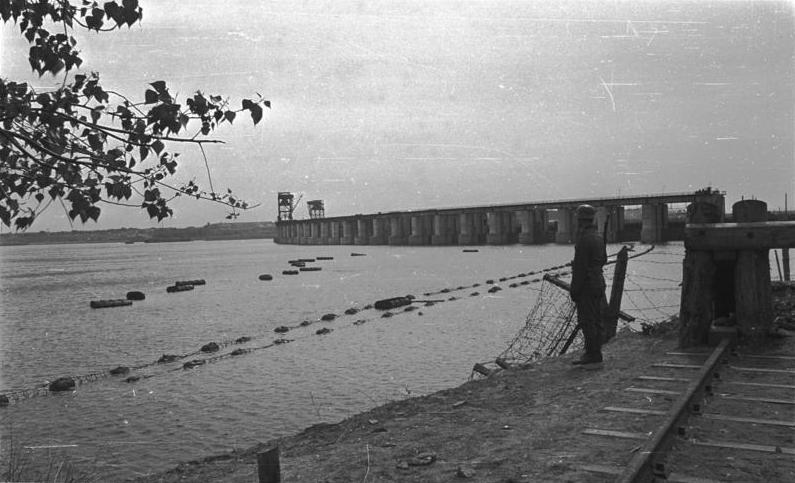
Pilíře návodní části
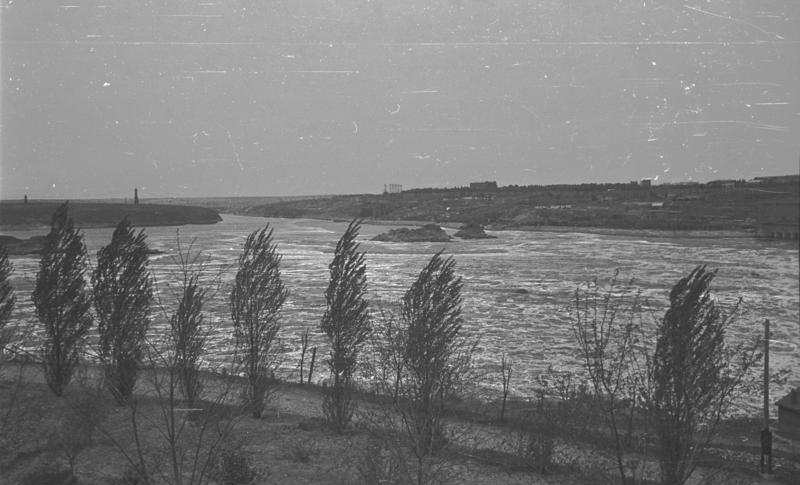
Léto 1942 pod přehradou
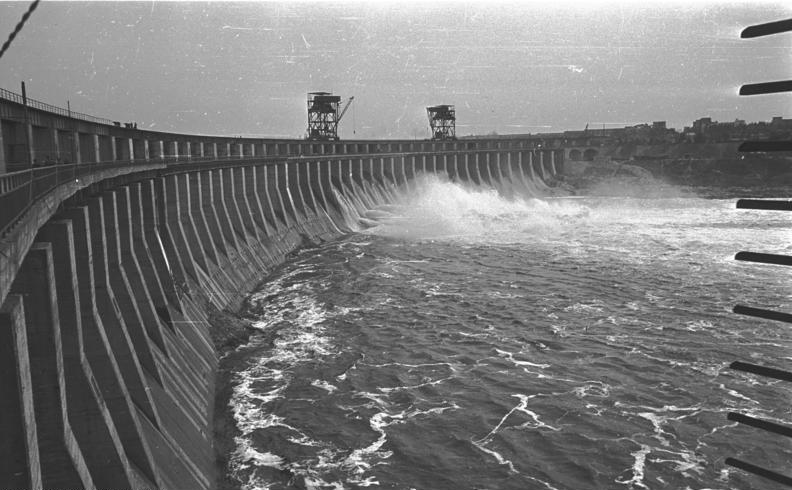
Opravené pilíře jsou světlejší
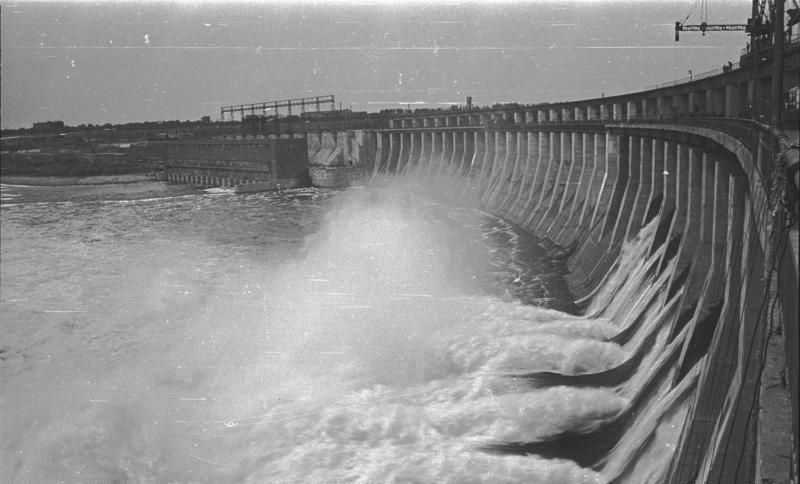
Zřetelný rozdíl původní a dostavené částí
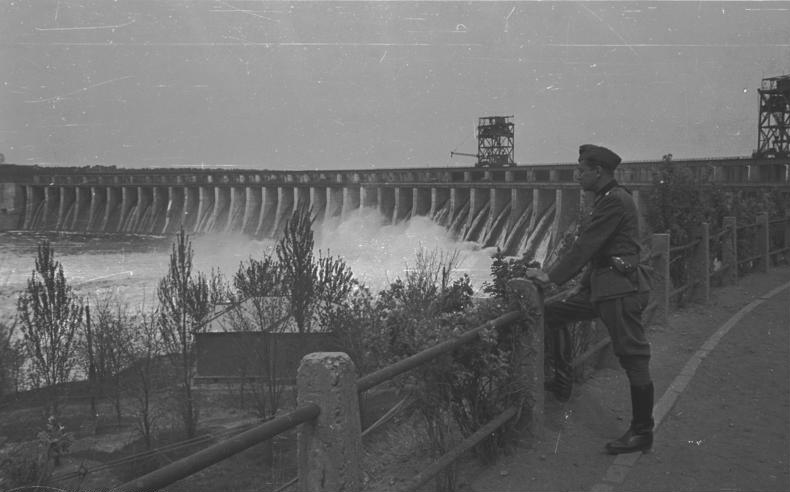
Převod letní povodně 1942
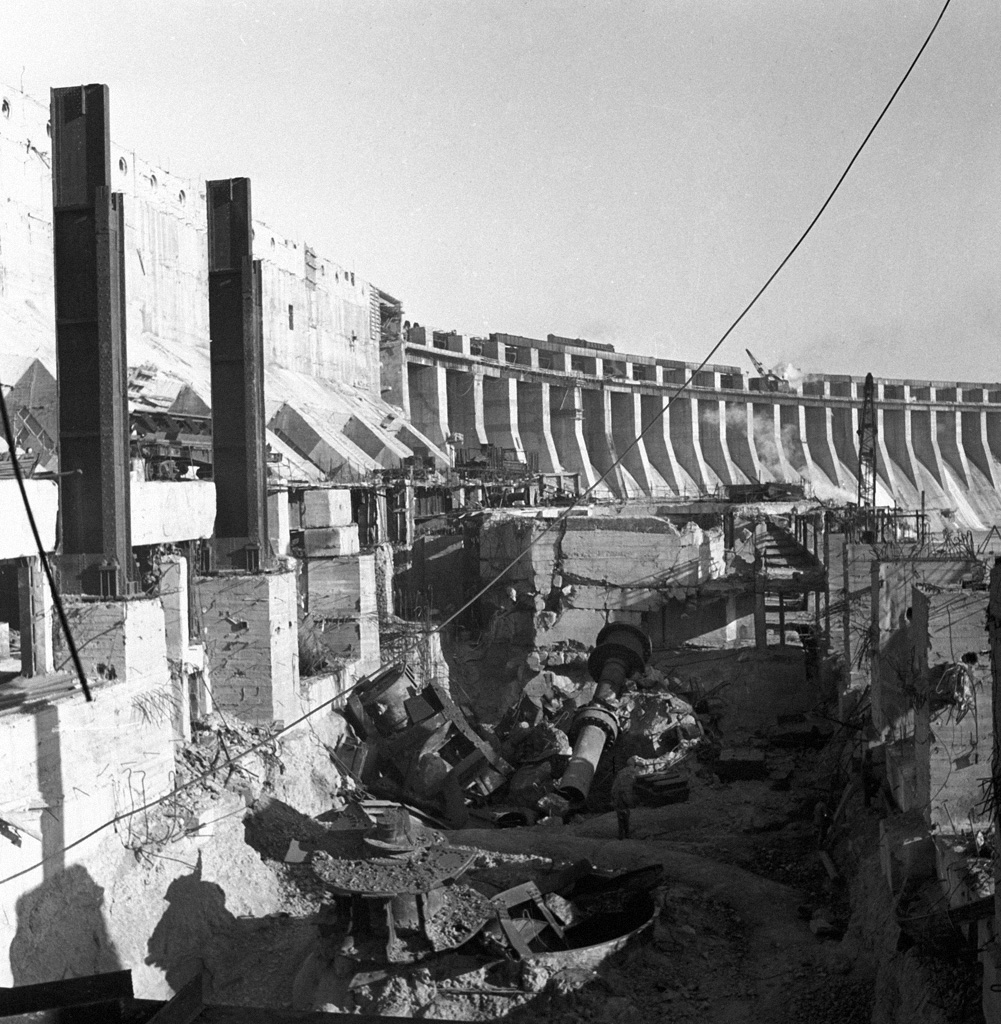
Elektrárna po německé destrukci 1943
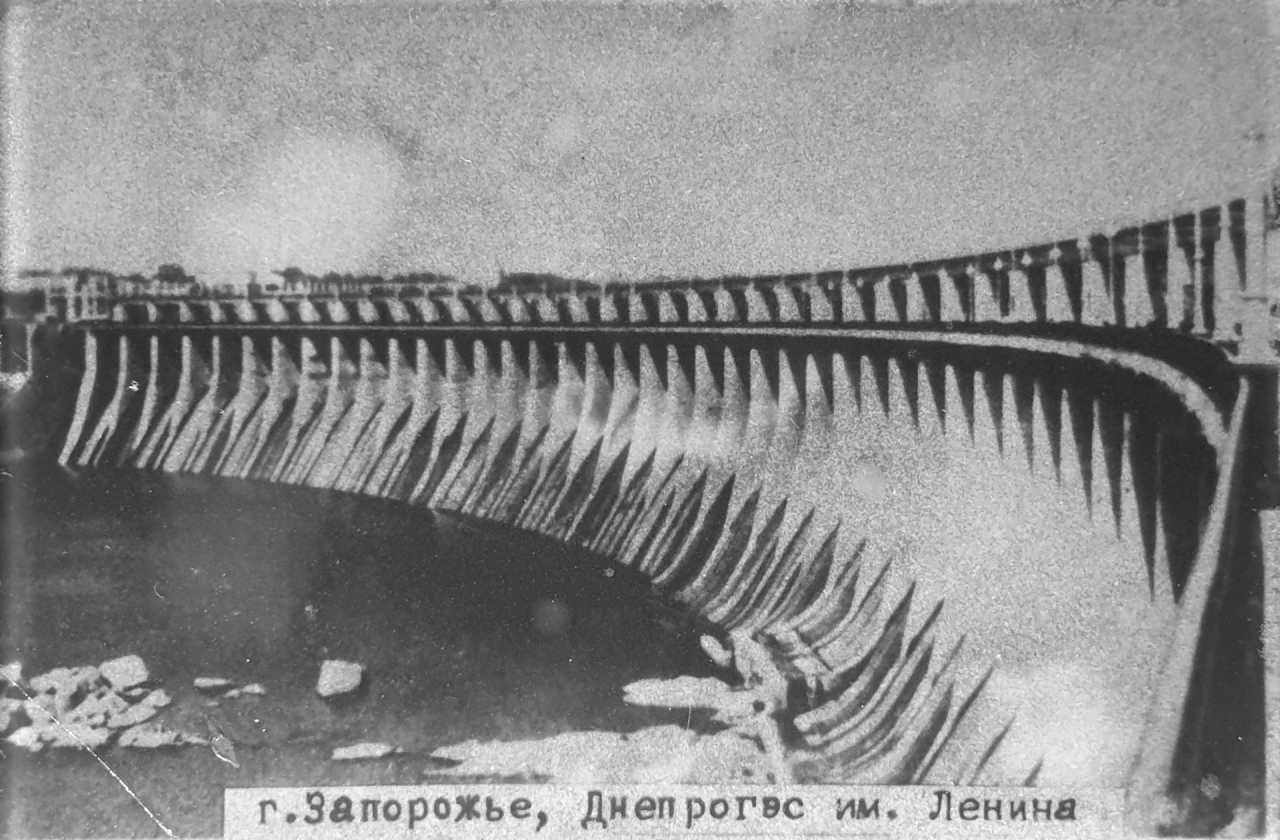
Opravená hráz v roce 1951

Při zpátečním pohybu Rudé armády na podzim 1943 došlo k řízené destrukci Dněprogesu podruhé. Na rozdíl od situace v roce 1941 cílem nebylo částečné, ale totální zničení vodního díla. V elektrárně i v dutinách přehrady bylo uloženo přes 300 tun (v roce 1941 20 t) výbušnin různého vojenského určeni. Sovětským ženistům a výsadkářům se však podařilo přerušit část odpalovacího vedení. Pomník těmto vojákům se později stal součástí výzdoby hráze.
Od ledna do srpna 1944 bylo z prostor vodního díla odstraněno přes 66 tun leteckých pum a 26 000 min, dělostřeleckých a ručních granátů.  

### Obnova a výstavba druhé fáze
Po dobytí území na pravém břehu Dněpru bylo ženijním vojskem zneškodněno 57 tisíc min. Na obnově vodního díla se nejprve podíleli vojáci, později 90% pracovní síly zajišťovaly ženy. Rekonstrukce elektrárny proběhla v letech v letech 1944–1950.
V roce 1946 dodala americká společnost General Electric místo zcela zničených nové generátory o výkonech 90 MW oproti původní hodnotě 77,5 MW. První jednotka byla uvedena do provozu v březnu 1947 a poslední v květnu 1950. Celkový výkon elektrárny vzrostl na 585 MW.

Na konci šedesátých let byla řešena otázka zvýšení kapacity vodní elektrárny, plavební schopnosti zdymadlového systému a vozovky přehrady. Následná rekonstrukce proběhla v letech 1969 až 1980. Během této přestavby byla na levém břehu postavena další strojovna, ve které bylo instalováno 8 bloků o výkonu 103,5 MW.  Byla vybudována nová jednokomorová dopravní cesta s třetinovou dobou komorového plnění. Přehrada hráze byla zrekonstruována a významně rozšířena. Nová elektrárna při levém břehu pracovala při maximálním výkonu 828 MW. Celková hltnost obou elektráren převýšila průměrný průtok Dněpru více než tři krát a odkázala tak po většinu roku vodní dílo z režimu průtokového do režimu špičkového s denní až týdenní regulací. Vzhledem ke schopnosti zpracování vysokých jarních průtoků vzrostla průměrná roční výroba z 1,5 na 3,7 miliardy kWh .

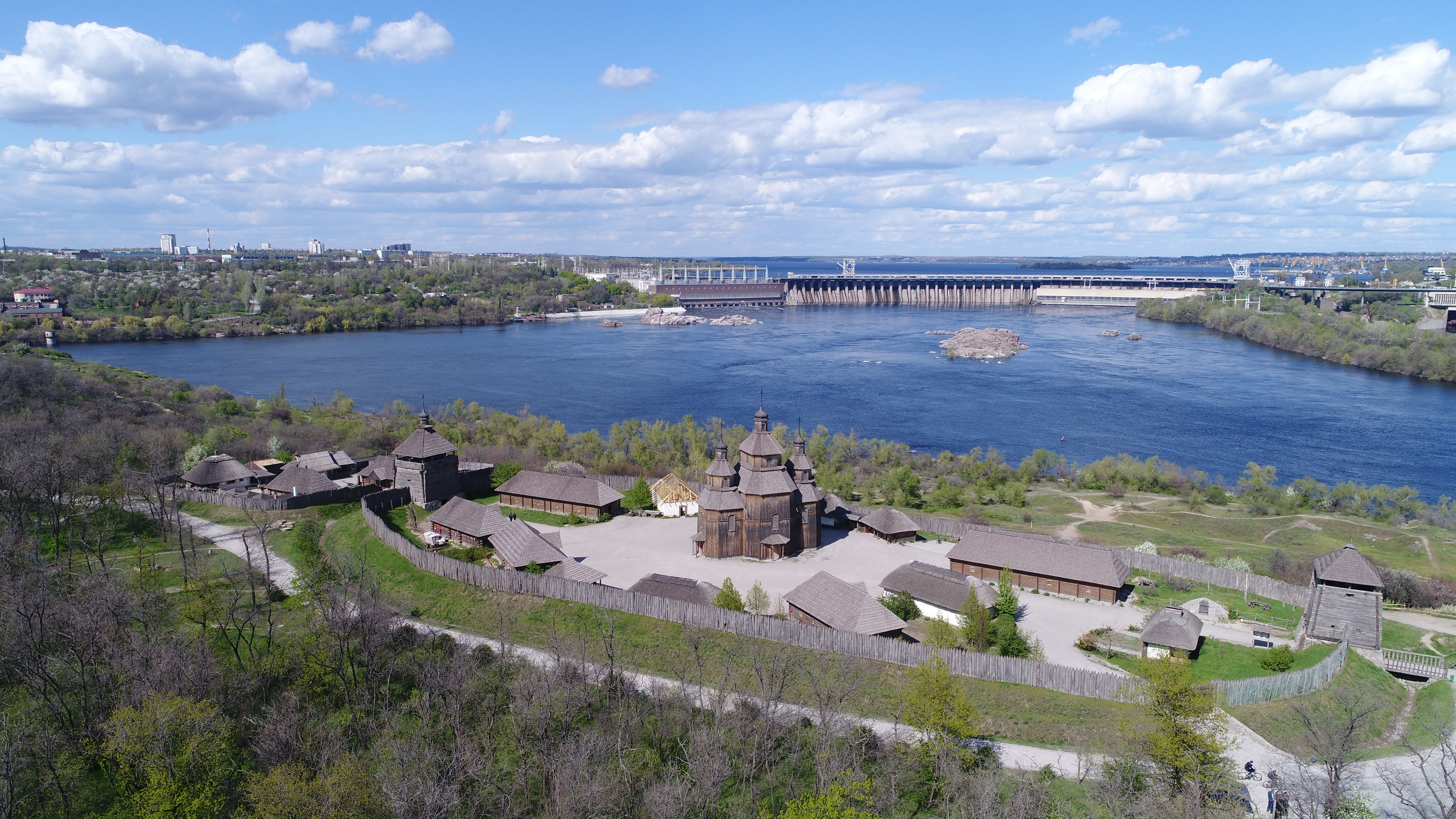
Dněproges v pozadí skanzenu Záporožská Sič
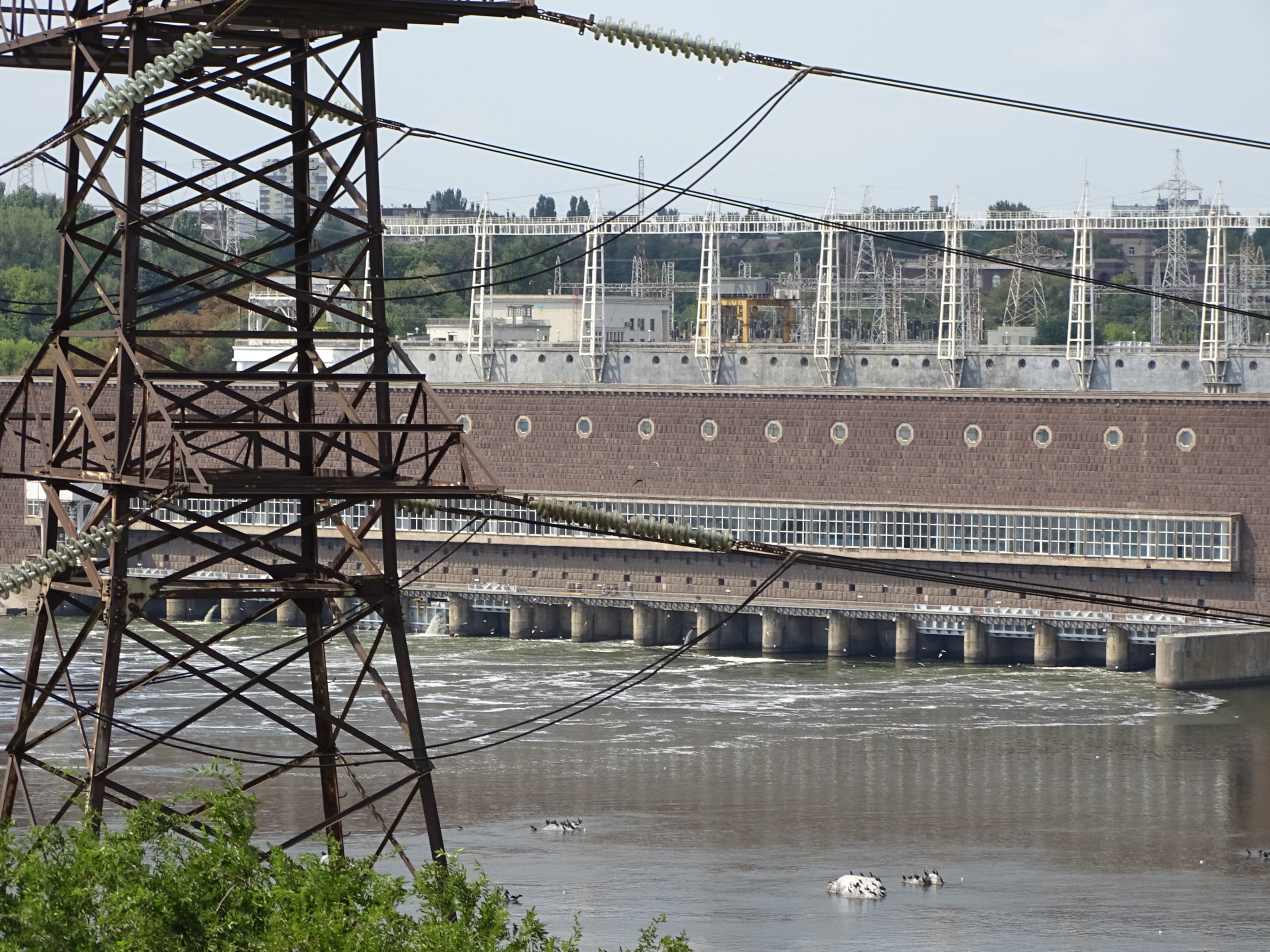
Pohled na historickou elektrárnu skrz vedení nové stanice
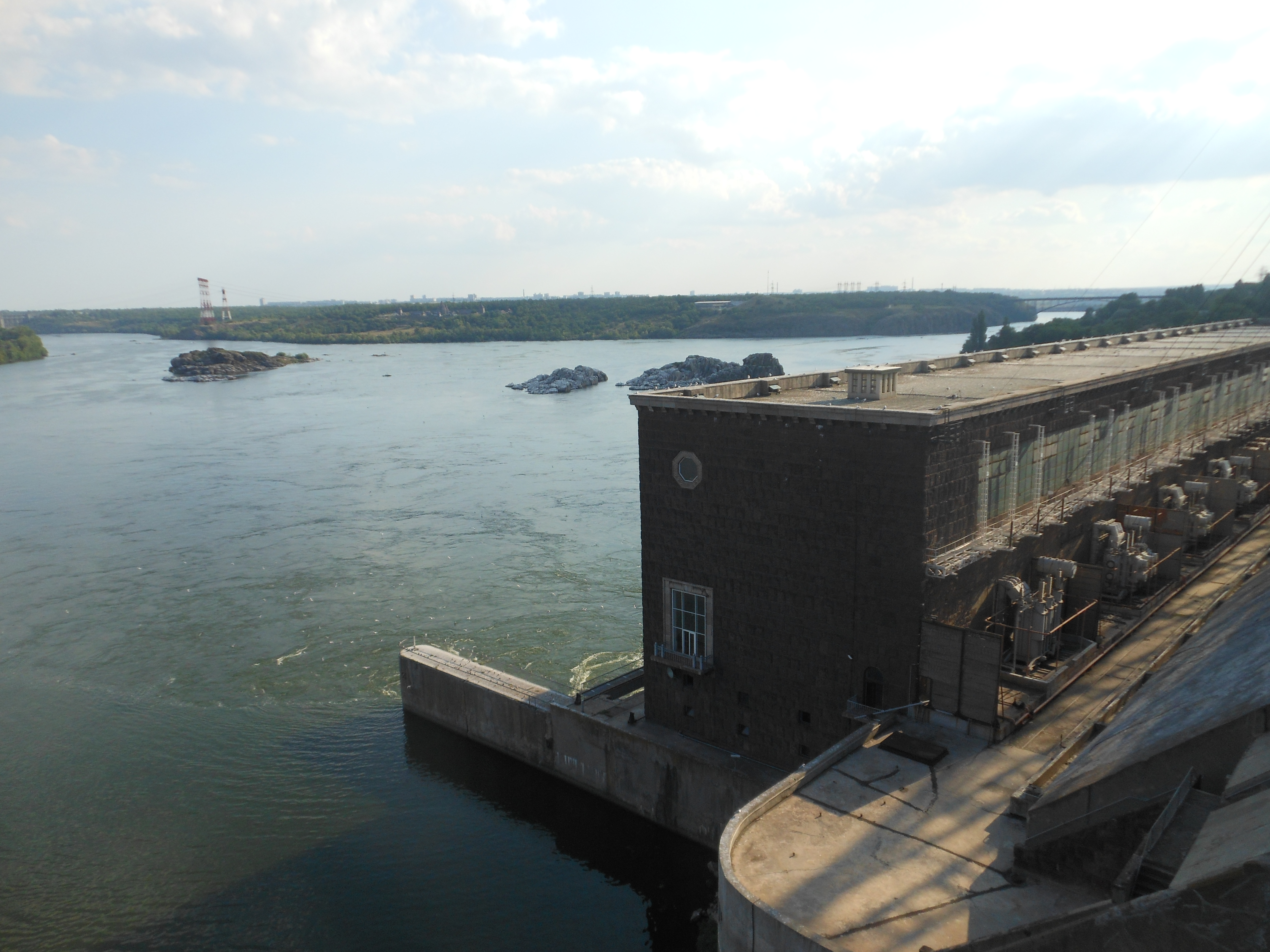
Pohled na řeku a silové transformátory
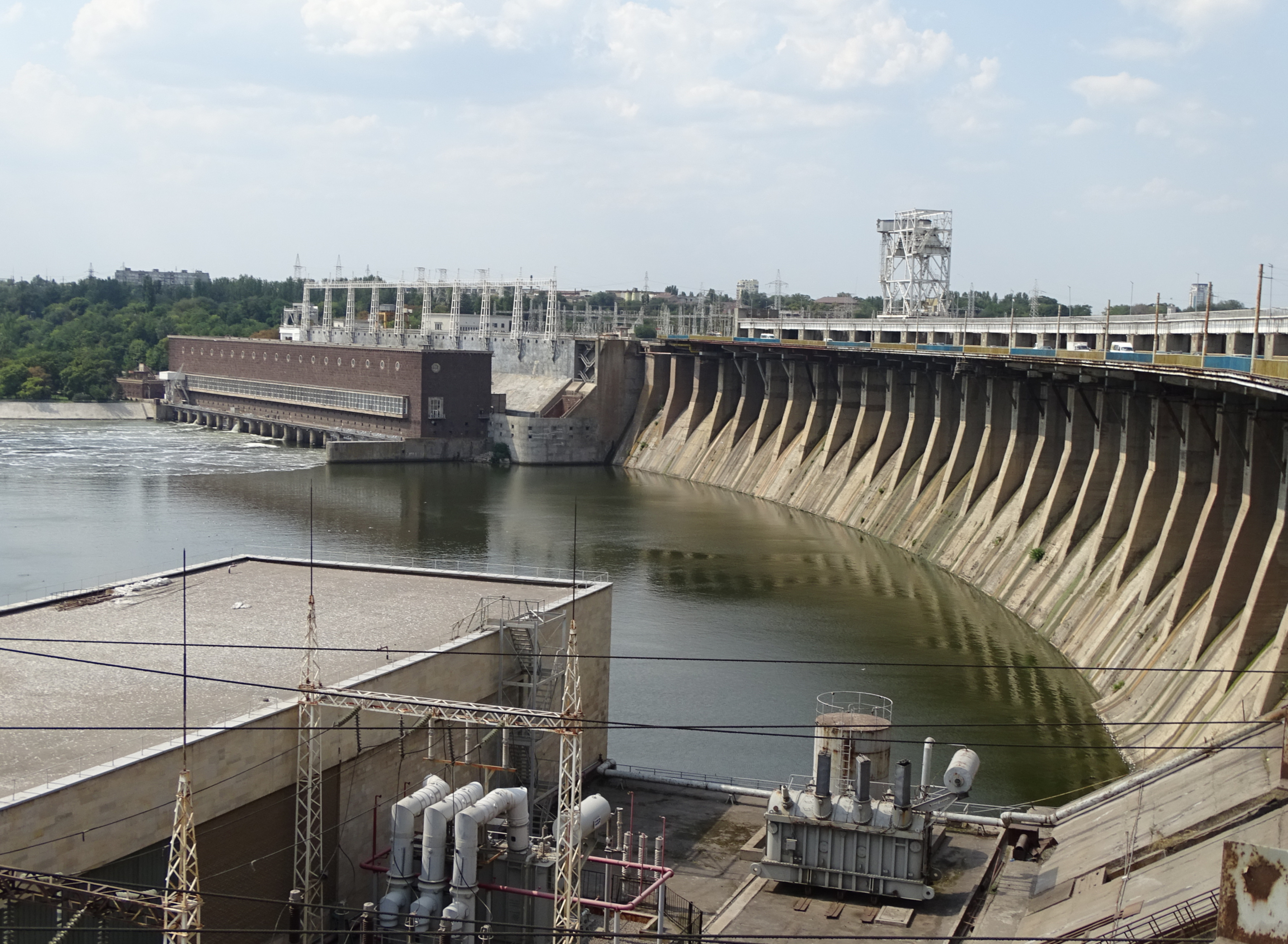
Pohled na historickou stanici přes střechu nové budovy
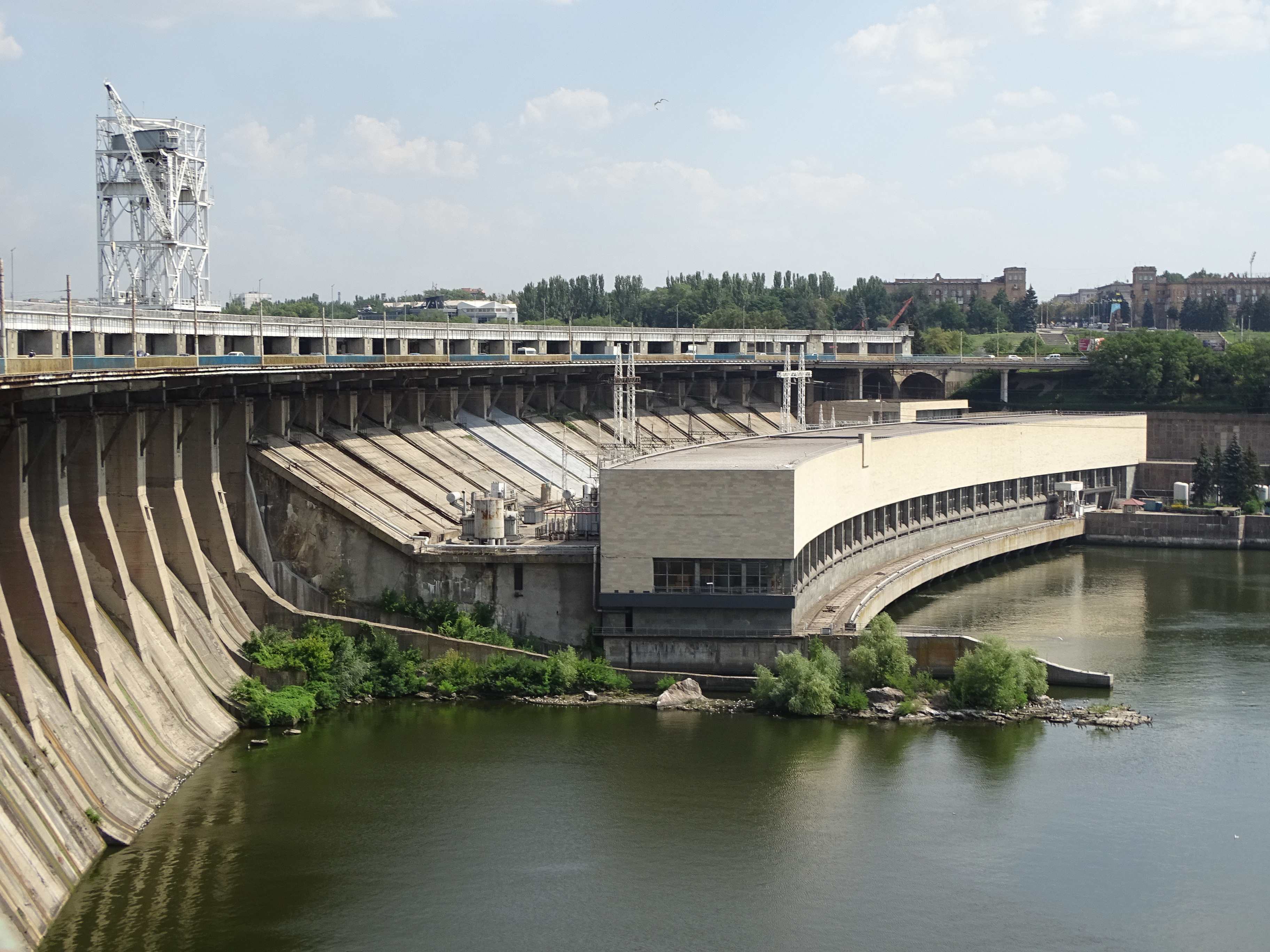
Oblá elegance stanice č.2
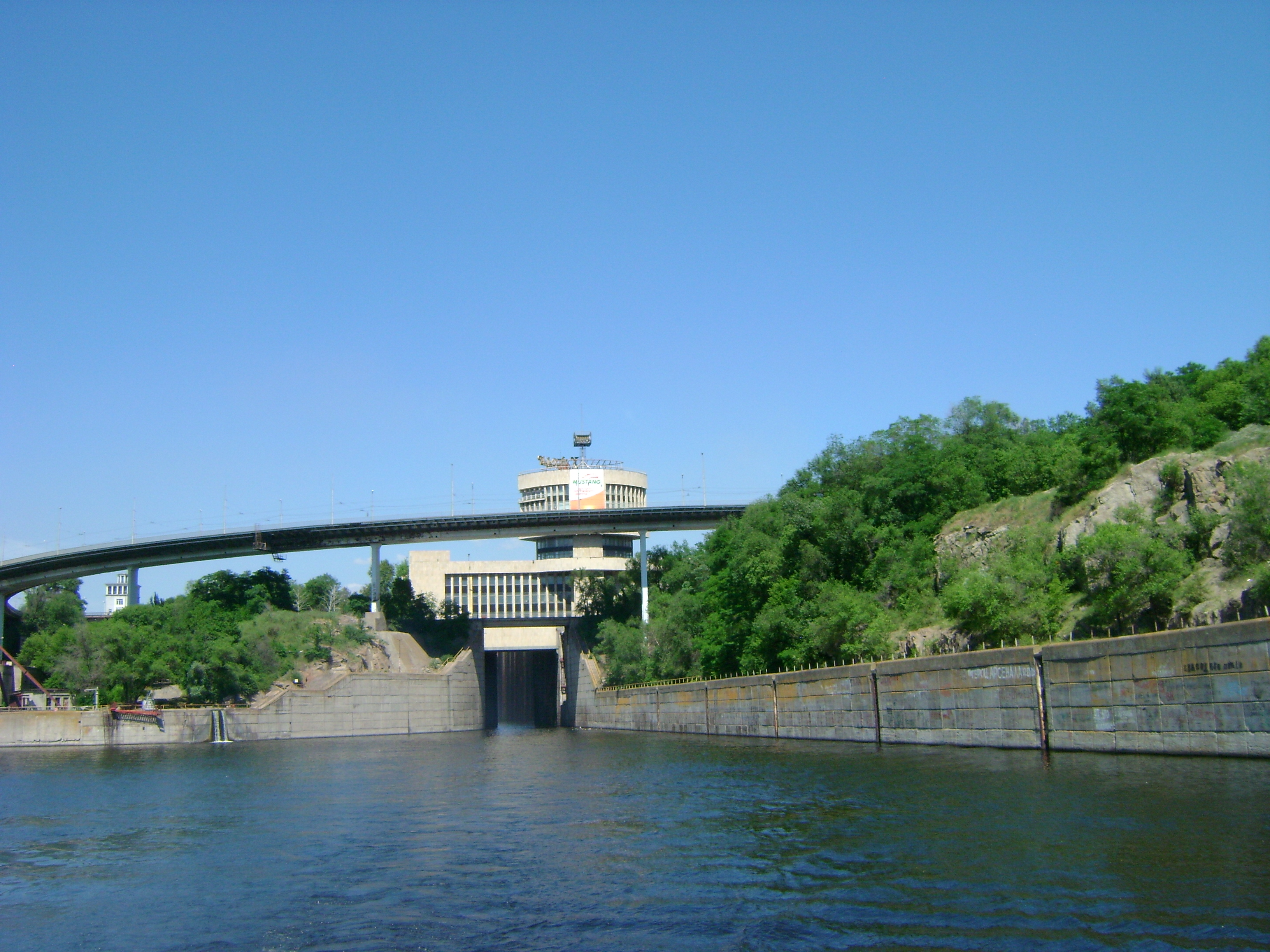
Cesta proti proudu do nové plavební komory
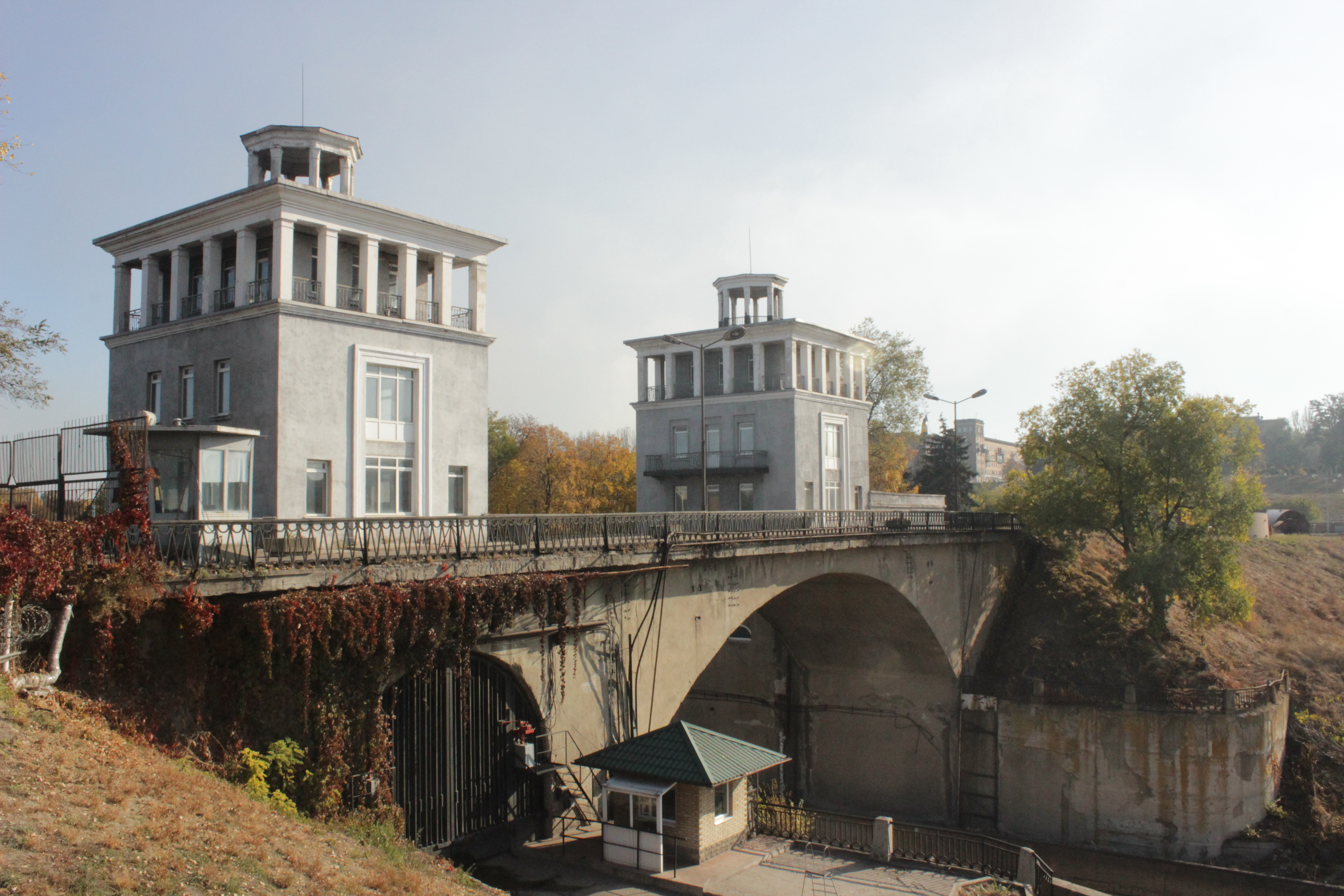
Historická brána původního zdymadla

### Rusko-ukrajinská válka
22. března 2024 ruští útočníci stříleli na vodní elektrárnu Dněpr. Turbínová hala Dneproges-II byla zcela zničena a byly poškozeny kovové konstrukce držící násady. Přehrada se kontroluje kvůli možnému protržení. 